# ごみ持ち帰り運動
ごみ持ち帰り運動（ごみもちかえりうんどう）とは、観光地や公園などの公共施設においてごみを捨てずに持ち帰るように、ごみ箱の撤去、ごみ袋の持参呼び掛け、および、配布を行い、啓発活動をする運動。ゴミ持ち帰り運動とも書く。

## 始まり
日本でのごみ持ち帰り運動発祥の地は尾瀬で、山岳地帯の尾瀬が登山者の捨てるごみで、自然破壊されるのを危惧した関係各機関（環境省、群馬県、片品村、財団法人尾瀬保護財団、東京電力株式会社など多数）によって、1972年（昭和47年）から始まり、以後全国に広まった。
年間を通じて、ごみ持ち帰り運動は実施され、毎年、尾瀬ごみ持ち帰り運動キャンペーン（2006年6月3日（土）5時30分～8時30分）を行っている。
2006年に、6月3日に実施したのは、6月5日が、環境基本法により、「環境の日」と定められており、6月は環境月間として、全国で環境による取り組みが行われているからである。

## 豊橋の530運動
類似した環境清掃運動に、1975年（昭和50年）に開始の豊橋市の530運動がある。双方の関連性を示す記録は残されていないが、「自分のごみは自分で持ち帰る」というフレーズ。530運動を実施する日時も、語呂合わせの5月30日（ごみゼロ）前後と、「環境の日」に近いなど、いくつかの類似点がある。
詳しくは「530運動」参照。